# Trou-aux-Cerfs
 (mars 2021).
Si vous disposez d'ouvrages ou d'articles de référence ou si vous connaissez des sites web de qualité traitant du thème abordé ici, merci de compléter l'article en donnant les références utiles à sa vérifiabilité et en les liant à la section « Notes et références ».
Le Trou-aux-Cerfs est un cratère volcanique situé sur l'île Maurice, l'île principale de la république de Maurice, sur le territoire de la ville de Curepipe.

## Géographie
Il mesure environ 300 mètres de diamètre et 80 mètres de profondeur.
Cet ancien volcan de 605 mètres de haut aujourd'hui éteint rappelle l'origine de l'île, il y a quelques millions d'années. Le cratère, comblé par un petit lac, arbore une végétation luxuriante, composée de grands pins ainsi que d'autres espèces de plantes. 

## Tourisme
Le Trou-aux-Cerfs constitue un point de vue panoramique sur les régions environnantes, notamment la ville de Curepipe, la montagne du Rempart, aussi appelée « Trois mamelles », à l'ouest, et la montagne Saint-Pierre, au nord-ouest. 
Une route circulaire fait le tour du Trou-aux-Cerfs. Il est possible de descendre dans le cratère par des sentiers. Un kiosque a été aménagé en bordure de la route, à l'endroit où le point de vue est le meilleur : par temps très clair, on distingue la silhouette de l'île de la Réunion. Sa situation géographique en fait un haut lieu du tourisme de l'île.
De nombreux sentiers (en plus de la route circulaire) sillonnent le site en faisant un lieu de randonnées pour les débutants comme les plus expérimentés. Ils permettent de découvrir des points de vues exceptionnels ainsi que la faune et la flore locale. 

## Autre
Un radar météorologique est installé sur ce point stratégique afin de prévenir les risques cycloniques. Un radar était précédemment installé mais en panne depuis 2002. Un nouveau projet voit le jour après les inondations meurtrières du 30 mars 2013 à la suite du passage du cyclone Belal. Ces inondations ont été un électrochoc;
Les travaux pour la construction du nouveau radar débutent en septembre 2016 avant de s'achever en août 2018. Il s'agit d'un radar de conception japonaise pour un coût de 532 millions de roupies. Le radar a été inauguré par le Premier Ministre de Maurice Pravind Jugnauth en présence de l’ambassadeur du Japon à Maurice, Yoshiharu Kato et du ministre de l’Environnement Etienne Sinatambou.
Il est accessible au public depuis avril 2019. C'est le troisième radar opérationnel dans l'archipel des Mascareignes.